# NZX 50 Index
| NZX 50 Index   | NZX 50 Index         |
| -------------- | -------------------- |
|                |                      |
| Stammdaten     |                      |
| Staat          | Neuseeland           |
| Börse          | New Zealand Exchange |
| ISIN           | nicht bekannt        |
| WKN            | nicht bekannt        |
| Symbol         | NZ50                 |
| RIC            | ^NZ50                |
| Bloomberg-Code | NZSE50 <INDEX>       |
| Kategorie      | Aktienindex          |
| Typ            | Performanceindex     |
| Familie        | NZX-Indizes          |

Der S&P/NZX 50 Index (NZ50) (früher NZX 50) ist der führende Aktienindex in Neuseeland. Er umfasst die 50 größten Unternehmen an der New Zealand Exchange.

## Berechnung
Der NZX 50 Index ist technisch gesehen ein Performanceindex. Er besteht aus den 50 meist gehandelten Aktien der New Zealand Exchange (NZX) in Wellington, wobei die Börsenumsätze der vergangenen sechs Monate maßgeblich sind. Bei der Gewichtung werden nur die frei handelbaren Papiere der Aktiengesellschaften berücksichtigt. Beim NZX 50 wird unterstellt, dass alle Bardividenden und sonstigen Einnahmen aus dem Besitz der Aktien, wie Bezugsrechtserlöse und sonstige Nebenwerte, wieder in Aktien des Index reinvestiert werden.
Die ausgeschütteten Dividenden werden zum gewichteten Kurswert des Indexes hinzugerechnet: Erfolgt eine Ausschüttung an die Anleger, reduziert sich der Aktienkurs in der Regel um den Betrag der Dividende. Die Zahlungen werden dem Kurs unmittelbar wieder zugeschlagen. Die Berechnung wird während der NZX-Handelszeit von 10:00 Uhr bis 17:00 Uhr Ortszeit (23:00 Uhr bis 6:00 Uhr MEZ) laufend aktualisiert. Eine Überarbeitung der Zusammensetzung des Index erfolgt vierteljährlich (März, Juni, September und Dezember).

## Geschichte

### 20. Jahrhundert

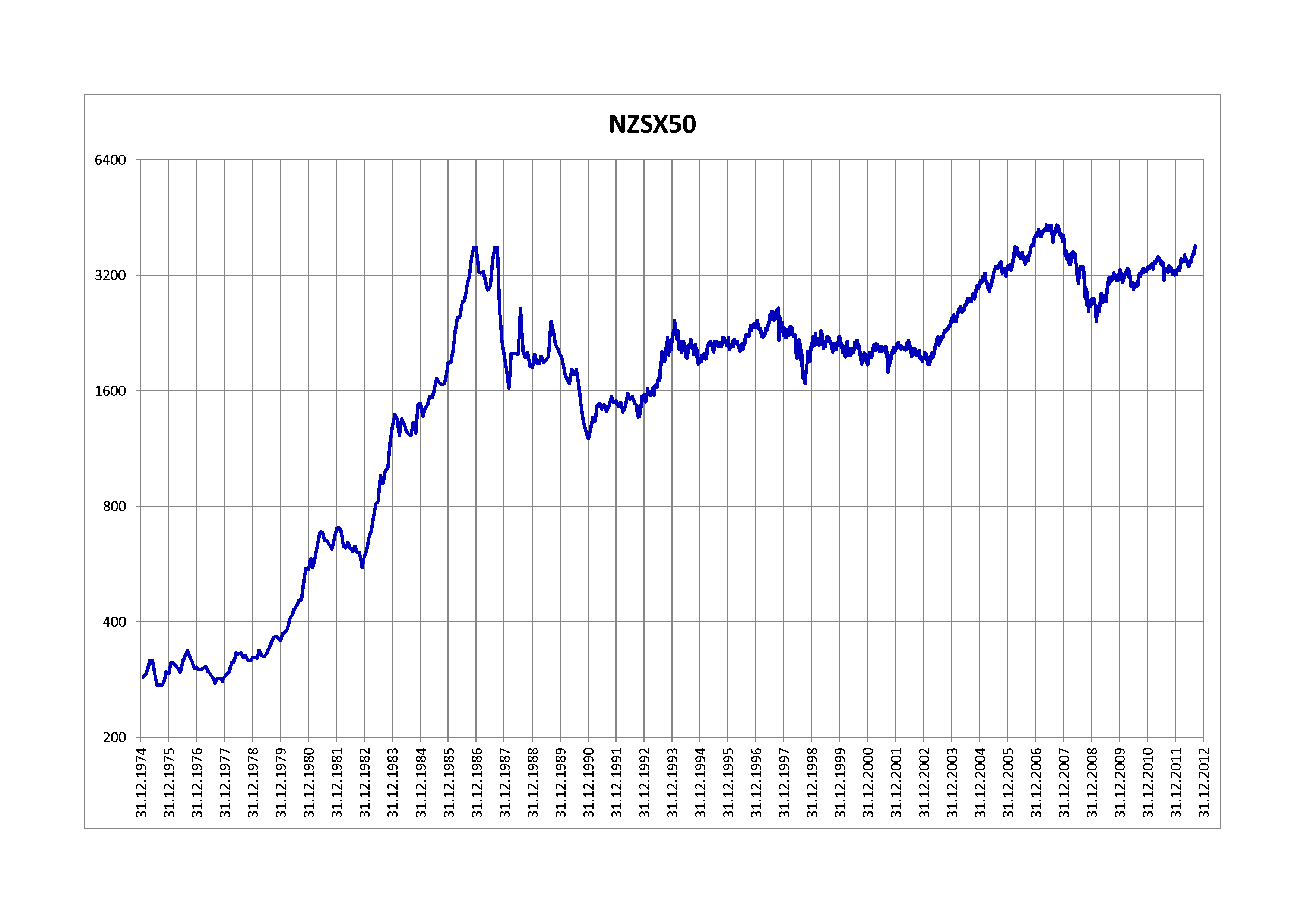
NZX 50 Index 1974–2012

Der Index startete am 31. Januar 1957 unter dem Namen Barclays Index mit einem Basiswert von 100 Punkten.
In den 1980er Jahren entwickelte sich Neuseeland von einer gelenkten Volkswirtschaft mit Schwerpunkt Landwirtschaft zu einer liberalisierten Industrienation mit einem freien Markt, die mit anderen westlichen Nationen konkurrieren kann und zu den am stärksten deregulierten und privatisierten Volkswirtschaften der Welt zählt. Die Handelsaktivität und die Marktkapitalisierung wuchs mit der Entwicklung des Finanzmarktes und dem privaten Sektor. Der Aktienboom hielt über mehrere Jahre an. Von November 1982 (553,43 Punkte) bis November 1986 (3.790,62 Punkte) stieg der Barclays Index um 586 Prozent. Nach dem Platzen der Spekulationsblase verlor der neuseeländische Leitindex bis Ende 1990 (1.202,86 Punkte) 68,2 Prozent an Wert.
Am 1. Juli 1991 übernahm die New Zealand Exchange die Berechnung des Index von Barclays. Um diese Änderung widerzuspiegeln, wurde der Barclays Index in NZSE 40 Index umbenannt. Basiswert sind 1.434,98 Punkte, der Schlussstand des Barclays Index am 28. Juni 1991.
Am 22. Oktober 1997 beendete der NZSE 40 den Handel bei 2.635,50 Punkten. Die Asienkrise führte zu einem starken Kapitalabfluss aus Neuseeland. Am 5. Oktober 1998 schloss der Aktienindex bei 1.692,15 Punkten und damit um 35,8 Prozent tiefer. Bis zum 29. April 1999 stieg das Börsenbarometer auf einen Schlussstand von 2.292,84 Punkten.

### 21. Jahrhundert
Nach dem Platzen der Spekulationsblase im Technologiesektor (Dotcom-Blase) und den Terroranschlägen am 11. September 2001 fiel der NZSE 40 bis zum 24. September 2001 auf einen Tiefststand von 1.789,52 Punkten. Das war ein Rückgang seit April 1999 um 21,9 Prozent. Der 24. September 2001 bedeutete das Ende der Talfahrt. Ab Herbst 2001 war der Index wieder auf dem Weg nach oben.
Am 3. März 2003 wurde der NZSE 40 Index durch den NZSX 50 Index als neuseeländischer Leitindex abgelöst. Basiswert sind 1.880,85 Punkte, der Schlussstand des NZSE 40 Index am 28. Februar 2003. Am 1. Oktober 2005 erfolgte die Umbenennung in NZX 50 Index.
Am 24. Mai 2007 markierte der Aktienindex mit einem Schlussstand von 4.333,24 Punkten ein Allzeithoch. Das war seit September 2001 ein Anstieg um 142,1 Prozent.
Im Verlauf der internationalen Finanzkrise, die im Sommer 2007 in der US-Immobilienkrise ihren Ursprung hatte, begann der Index wieder zu sinken. Ab dem 3. Quartal 2008 wirkte sich die Krise zunehmend auf die Realwirtschaft aus. In Folge brachen die Aktienkurse weltweit ein. Am 8. Oktober 2008 schloss das Börsenbarometer mit 2.948,31 Punkten unter der Grenze von 3.000 Punkten. Einen neuen Tiefststand erzielte der NZ50 am 3. März 2009, als er den Handel mit 2.417,95 Punkten beendete. Das entspricht einem Rückgang seit Mai 2007 um 44,2 Prozent.
Der 3. März 2009 bedeutete das Ende der Talfahrt. Ab dem Frühjahr 2009 war der neuseeländische Leitindex wieder auf dem Weg nach oben.
Von 2011 bis 2019 stieg der NZX50 kontinuierlich an. Bis zum 11. Januar 2013 stieg er um 70,9 Prozent auf einen Schlussstand von 4.131,75 Punkten. Die Umbenennungen zum S&P/NZX 50 fanden im Jahr 2015 statt. Im Jahr 2016 begann der S&P/NZX 50 bei etwa 6.300 Punkten und stieg im Laufe des Jahres auf über 7.000 Punkte. Im Jahr 2017 setzte sich der Aufwärtstrend fort, und der Index erreichte im November ein Hoch von über 8.000 Punkten.
Wobei er im Jahr 2021 seinen bisherigen Höchststand erreichte. Dieser Anstieg war größtenteils auf das Wirtschaftswachstum in Neuseeland zurückzuführen, das von einer starken Tourismusbranche, einer florierenden Landwirtschaft und einer steigenden Nachfrage nach neuseeländischen Produkten profitierte. Darüber hinaus lockte Neuseeland auch ausländische Investoren an, die in den neuseeländischen Aktienmarkt investierten und somit zu einem Anstieg des S&P/NZX50 beitrugen.
Allerdings gab es auch einige Rückschläge während dieser Zeit. Im Jahr 2018 erlebte der S&P/NZX50 einen Rückgang aufgrund von Unsicherheiten auf den globalen Märkten, insbesondere aufgrund des Handelskonflikts zwischen den USA und China. Dies führte zu einer allgemeinen Abkühlung der Weltwirtschaft und beeinflusste auch den neuseeländischen Aktienmarkt. Im Jahr 2019 erholte sich der Index jedoch wieder und erreichte erneut die Marke von 10.000 Punkten. Ende 2019 stand der S&P/NZX50 bei 11.491,90 Zählern.
Im Jahr 2020 wurde der S&P/NZX50 von der COVID-19-Pandemie stark getroffen. Die Maßnahmen zur Eindämmung des Virus führten zu einem Rückgang der wirtschaftlichen Aktivität und zu Unsicherheiten auf den Märkten. Der S&P/NZX50 verzeichnete einen erheblichen Rückgang, erholte sich jedoch im Laufe des Jahres 2020/2021 wieder.

### Höchststände
Die Übersicht zeigt die Allzeithöchststände des S&P/NZX 50 Index.
|                      | Punkte   | Datum                    |
| -------------------- | -------- | ------------------------ |
| im Handelsverlauf    | 4.342,70 | Donnerstag, 24. Mai 2007 |
| auf Schlusskursbasis | 4.333,24 | Donnerstag, 24. Mai 2007 |

### Meilensteine
Die Tabelle zeigt die Meilensteine des S&P/NZX 50 Index seit dem 3. März 2003.
| Erster Schlussstand über | Schlussstand in Punkten | Datum             |
| ------------------------ | ----------------------- | ----------------- |
| 2.000                    | 2.006,12                | 15. April 2003    |
| 2.500                    | 2.509,18                | 20. Januar 2004   |
| 3.000                    | 3.013,48                | 2. Dezember 2004  |
| 3.500                    | 3.516,99                | 13. März 2006     |
| 4.000                    | 4.004,96                | 20. Dezember 2006 |

### Jährliche Entwicklung
Die Tabelle zeigt die jährliche Entwicklung des Barclays Index (1975–1990), des NZSE 40 Index (1991–2002), des NZSX 50 Index (2003–2004), des NZX 50 Index (seit 2005–2014) und S&P/NZX 50 (seit 2015).
| Jahr | Schlussstand in Punkten | Veränderung in Punkten | Veränderung in % |
| ---- | ----------------------- | ---------------------- | ---------------- |
| 1975 | 292,45                  |                        |                  |
| 1976 | 305,33                  | 12,88                  | 4,40             |
| 1977 | 287,43                  | −17,90                 | −5,86            |
| 1978 | 322,41                  | 34,98                  | 12,17            |
| 1979 | 357,48                  | 35,07                  | 10,88            |
| 1980 | 546,90                  | 189,42                 | 52,99            |
| 1981 | 698,24                  | 151,34                 | 27,67            |
| 1982 | 592,25                  | −105,99                | −15,18           |
| 1983 | 1.284,13                | 691,88                 | 116,82           |
| 1984 | 1.487,86                | 203,73                 | 15,87            |
| 1985 | 1.900,67                | 412,81                 | 27,75            |
| 1986 | 3.786,70                | 1.886,03               | 99,23            |
| 1987 | 1.959,81                | −1.826,89              | −48,24           |
| 1988 | 1.839,94                | −119,87                | −6,12            |
| 1989 | 1.994,46                | 154,52                 | 8,40             |
| 1990 | 1.202,86                | −791,60                | −39,69           |
| 1991 | 1.504,78                | 301,92                 | 25,10            |
| 1992 | 1.566,84                | 62,06                  | 4,12             |
| 1993 | 2.188,07                | 621,23                 | 39,65            |
| 1994 | 1.914,24                | −273,83                | −12,51           |
| 1995 | 2.149,82                | 235,58                 | 12,31            |
| 1996 | 2.359,64                | 209,82                 | 9,76             |
| 1997 | 2.314,91                | −44,73                 | −1,90            |
| 1998 | 2.065,28                | −249,63                | −10,78           |
| 1999 | 2.206,69                | 141,41                 | 6,85             |
| 2000 | 1.901,65                | −305,04                | −13,82           |
| 2001 | 2.053,26                | 151,61                 | 7,97             |
| 2002 | 1.945,39                | −107,87                | −5,25            |
| 2003 | 2.450,34                | 504,95                 | 25,96            |
| 2004 | 3.064,44                | 306,07                 | 12,49            |
| 2005 | 3.370,51                | 306,07                 | 9,99             |
| 2006 | 4.055,47                | 684,96                 | 20,32            |
| 2007 | 4.041,37                | −14,09                 | −0,35            |
| 2008 | 2.715,71                | −1.325,67              | −32,80           |
| 2009 | 3.230,14                | 514,44                 | 18,94            |
| 2010 | 3.309,03                | 78,88                  | 2,44             |
| 2011 | 3.274,71                | −34,32                 | −1,04            |
| 2012 | 4.066,51                | 791,80                 | 24,18            |
| 2013 | 4.737,01                | 670,50                 | 16,49            |
| 2014 | 5.568,28                | 831,27                 | 17,55            |
| 2015 | 6.324,26                | 755,98                 | 13,58            |
| 2016 | 6.881,22                | 556,96                 | 8,81             |
| 2017 | 8.398,08                | 1.516,86               | 22,04            |
| 2018 | 8.811,27                | 413,19                 | 4,92             |
| 2019 | 11.491,90               | 2.680,63               | 30,42            |
| 2020 | 13.091,64               | 1.599,74               | 13,92            |
| 2021 | 13.033,77               | −57,87                 | −0,44            |
| 2022 | 11.473,24               | −1.560,53              | −11,97           |

## Zusammensetzung
Der S&P/NZX 50 Index enthält folgende Unternehmen (Stand 23. März 2011).
| Name                                    | Branche             | Indexgewichtung in % |
| --------------------------------------- | ------------------- | -------------------- |
| Air New Zealand                         | Fluggesellschaften  | 0,76                 |
| AMP                                     | Versicherungen      | 0,75                 |
| AMP NZ Office                           | Immobilien          | 1,62                 |
| APN News & Media                        | Medien              | 0,87                 |
| Argosy Property Trust                   | Immobilien          | 0,75                 |
| Auckland International Airport          | Transport           | 7,24                 |
| Australia and New Zealand Banking Group | Banken              | 1,62                 |
| Bremworth                               | Textilindustrie     | 0,49                 |
| Contact Energy                          | Versorger           | 9,00                 |
| DNZ Property Fund                       | Immobilien          | 0,75                 |
| Ebos Group                              | Gesundheit          | 0,98                 |
| Fisher & Paykel Appliances              | Konsumgüter         | 0,85                 |
| Fisher & Paykel Healthcare              | Gesundheit          | 4,07                 |
| Fletcher Building                       | Baustoffhandel      | 13,63                |
| Freightways                             | Logistik            | 1,21                 |
| Goodman Fielder                         | Landwirtschaft      | 1,54                 |
| Goodman Property Trust                  | Immobilien          | 1,88                 |
| Guinness Peat Group                     | Textilindustrie     | 2,93                 |
| Hallenstein Glasson Holdings            | Einzelhandel        | 0,44                 |
| Infratil                                | Infrastruktur       | 2,92                 |
| Kathmandu Holdings                      | Einzelhandel        | 1,12                 |
| Kiwi Income Property Trust              | Immobilien          | 2,48                 |
| Mainfreight                             | Logistik            | 1,77                 |
| Methven Limited                         | Baustoffhandel      | 0,14                 |
| Michael Hill Jeweller                   | Einzelhandel        | 0,35                 |
| New Zealand Exchange                    | Finanzdienstleister | 0,59                 |
| New Zealand Oil & Gas                   | Öl und Gas          | 0,90                 |
| New Zealand Refining Corporation        | Öl und Gas          | 0,96                 |
| Nuplex Industries                       | Chemie              | 1,52                 |
| PGG Wrightson                           | Landwirtschaft      | 0,60                 |
| Port of Tauranga                        | Hafenbetreiber      | 1,20                 |
| Property for Industry                   | Immobilien          | 0,62                 |
| Pumpkin Patch New Zealand               | Einzelhandel        | 0,56                 |
| Pyne Gould Corporation                  | Mischkonzerne       | 0,51                 |
| Rakon                                   | Elektroindustrie    | 0,43                 |
| Restaurant Brands                       | Gastronomie         | 0,57                 |
| Ryman Healthcare                        | Gesundheit          | 2,97                 |
| Sanford New Zealand                     | Landwirtschaft      | 0,62                 |
| Skellerup                               | Reifenhersteller    | 0,65                 |
| Sky City Entertainment Group            | Hotelgewerbe        | 4,85                 |
| Sky Network Television                  | Medien              | 5,28                 |
| Steel & Tube Holdings                   | Stahlindustrie      | 0,14                 |
| Telecom New Zealand                     | Telekommunikation   | 9,70                 |
| Telstra                                 | Telekommunikation   | 0,13                 |
| Tower Insurance                         | Versicherungen      | 0,77                 |
| Trustpower                              | Versorger           | 0,94                 |
| Vector Limited                          | Versorger           | 1,54                 |
| Vital Healthcare Property Trust         | Immobilien          | 0,76                 |
| Warehouse Group                         | Einzelhandel        | 0,77                 |
| Westpac                                 | Banken              | 2,24                 |